# Franz Schicker
Franz Schicker (* 1915 in Vöcklabruck oder Regau; † 18. Februar 2010) war ein österreichischer Maler, Zeichner, Kunsterzieher und Kunstvermittler. Er trat 1946 für die Wiedergründung der Künstlergilde Salzkammergut nach dem Zweiten Weltkrieg ein und war von 1955 bis 1978 deren Präsident und seit 1980 Ehrenpräsident.

## Leben und Wirken
Der aus Rutzenmoos stammende Künstler studierte von 1936 bis 1942 Malerei an der Akademie der bildenden Künste Wien bei Lardin und wurde, als vom Kubismus beeinflusster Realist, zum führenden Wegbereiter der Moderne im Salzkammergut, wo er an mehreren Schulen als Lehrer tätig war und zahlreiche, oft monumentale Auftragsarbeiten im öffentlichen Raum schuf.
An der Spitze der Künstlergilde Salzkammergut arrangierte er Wanderausstellungen der Gildenmitglieder im Salzkammergut, organisierte Austauschausstellungen mit Kunstvereinen in Österreich und Bayern. Er war treibende Kraft bei der Sanierung des historischen Kammerhofgebäudes in Gmunden, wobei die durch das Dach beleuchtete Kammhofgalerie als dauerhafter Ausstellungsstandort der Gilde entstand.
In seiner Ära entstand in Gmunden eine Druckwerkstatt als Arbeitsort, Ausbildungsstätte und Treffpunkt für Künstler.
Er war u. a. Mitglied des Oberösterreichischen Kunstvereins und der Berufsvereinigung bildender Künstler Oberösterreichs.

## Werke
- 333 Blätter mit Eindrücken und Erlebnissen während der Kriegsjahre, Graphischen Sammlung des Oberösterreichischen Landesmuseum (Neuzugang 2003)[4]

## Auszeichnungen
- Berufstitel Professor
- Ehrenringträger der Stadt Gmunden
- Österreichisches Ehrenkreuz für Wissenschaft und Kunst I. Klasse